# Triumph Scrambler 1200 XE
Die Triumph Scrambler 1200 XE ist ein Scrambler-Motorrad des Motorradherstellers Triumph Motorcycles und seit Januar 2024 in der Modellvariante 2024 verfügbar. Es hat den gleichen Motor wie das Schwestermodell Triumph Scrambler 1200 X, welches die nicht mehr weitergeführte Modellvariante Scrambler 1200 XC ersetzt.

## Antrieb
Der von Triumph eigenständig entwickelte flüssigkeitsgekühlte Zweizylinder-SOHC-Motor mit 8 Ventilen und 270-Grad-Hupzapfenversatz leistet 90 PS (66,2 kW) bei 7000 /min. Das maximale Drehmoment von 110 Nm liegt bei 4250/min an. Mit einem Sechsganggetriebe soll eine Höchstgeschwindigkeit von ca. 175 km/h erreichbar sein. Der Tank hat ein Volumen von 15 Litern, sodass bei dem von Triumph angegebenen Durchschnittsverbrauch von 4,4 l/100 km rechnerisch eine Reichweite von ca. 270 km möglich ist.

## Rahmen und Fahrwerk
Die Triumph Scrambler 1200 XE ist 2273 mm lang bei einem Radstand von 1570 mm. Die Höhe beträgt 1250 mm ohne Spiegel. Die Lenkerbreite misst 905 mm. Sie hat ein fahrfertiges Gewicht von ca. 230 kg bei einem zulässigen Gesamtgewicht von 440 kg.

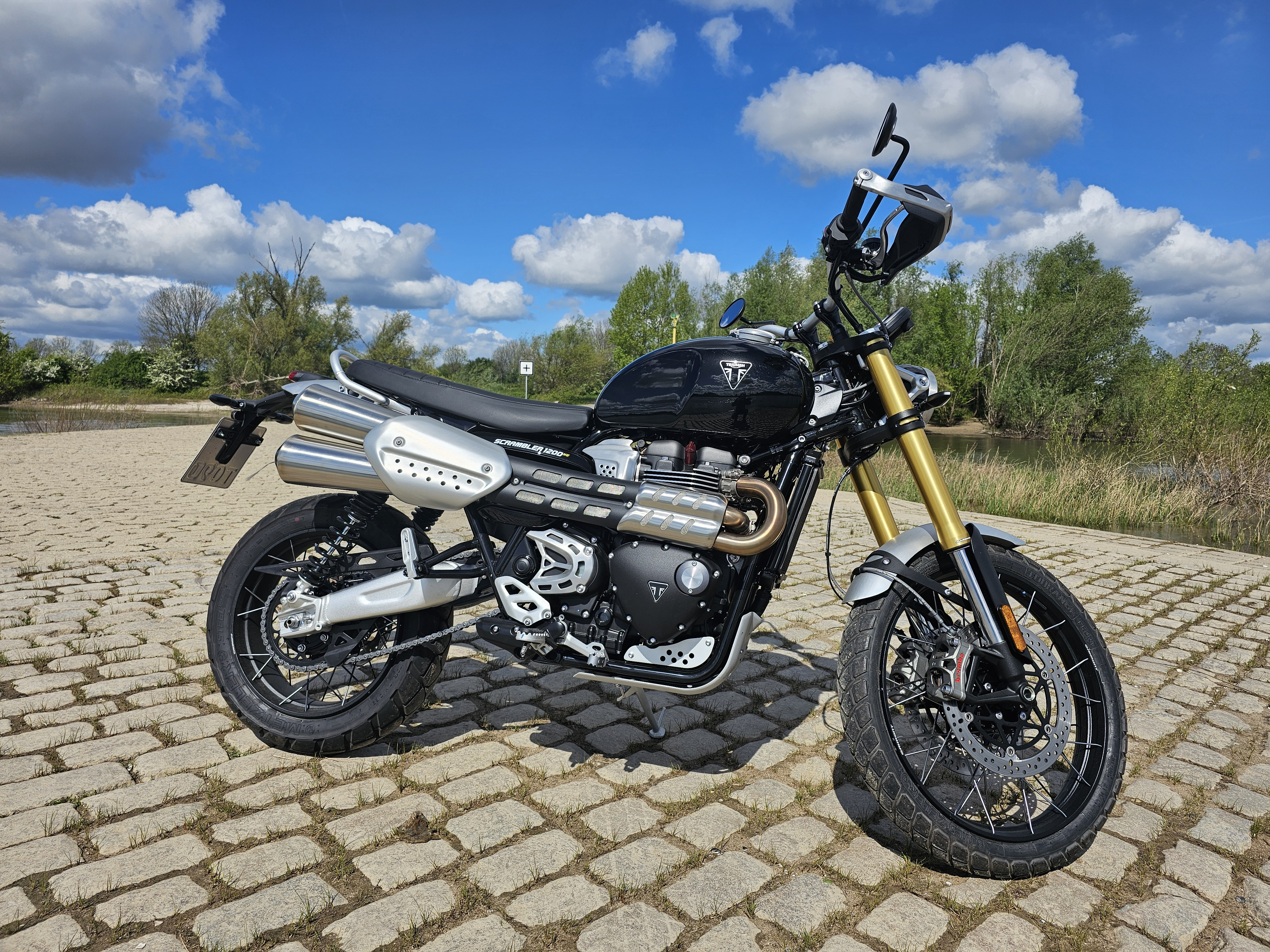
Triumph Scrambler 1200 XE zu sehen in der Farbe Sapphire Black am Rhein in Rheinberg-Orsoy.

Das 21-Zoll-Vorderrad mit einer 90-90-Bereifung wird an einer voll einstellbaren 45-mm-Upside-down-Telegabel von Marzocchi mit 250 mm Federweg geführt. Das Vorgängermodell bis 2023 setzte hier noch auf vordere Federelemente des Herstellers Showa.
Das Hinterrad ist an einer Zweiarmschwinge aus Aluminium gelagert. Die Reifendimension ist 150/70-17. Hier setzt Triumph nicht mehr wie bei dem Vorgängermodell bis 2023 auf Federelemente des Herstellers Öhlins, sondern wie bei den vorderen Federelementen auf Marzocchi. Hierbei handelt es sich um voll einstellbare  Stereo-Federbeine mit Ausgleichsbehälter und 250 mm Federweg.
Die vordere Bremsanlage besteht aus zwei 320-mm-Bremsscheiben mit 4-Kolben M4.30-Monoblock-Bremssätteln mit radialem Hauptzylinder mit ABS. Zulieferer ist Brembo. Bei der Hinterradbremse kommt eine  255-mm-Bremsscheibe mit  Einkolben-Schwimmsattel mit ABS von Nissin zum Einsatz.

## Sonstiges
Scrambler-typisch hat die Triumph 1200 XE einen höherverlegten Auspuff auf der rechten Seite. Bauartbedingte Probleme hinsichtlich der Hitzeentwicklung sollen laut Triumph zum Vorgängermodell bis 2023 verbessert worden sein.
Die komplette Beleuchtungsanlage besteht serienmäßig aus LED-Technik. Bei dem Display handelt es sich um ein Vollfarb-TFT-Instrument.
Triumph gewährt wie üblich eine kostenlose Werksgarantie von 4 Jahren. Das Serviceintervall liegt bei 16.000 km oder aber 12 Monaten (je nachdem, was zuerst eintritt).
Es kam ein Keyless-System zum Einsatz, welches ab 2023 ersatzlos entfällt. 
Unter der Sitzbank befindet sich ein kleines gepolstertes Staufach mit USB-A Ladebuchse für ein Mobiltelefon.
Standardmäßig ist ein Tempomat (eine SET-Taste) verbaut. 
Griffheizung und Reifendruck-Kontrollsystem sind optional verfügbar. 

## Verfügbarkeit und Markteinführung
Eine Marktverfügbarkeit gibt Triumph mit Januar 2024 in der Farbvariante „Sapphireblack“ sowie in den beiden aufpreispflichtigen Farbvarianten „Baja Orange / Phantom Black“ und „Phantom Black / Storm Grey“ an.